# 米格爾·安赫爾·奧索里奧·鍾
米格爾·安赫爾·奧索里奧·鍾（西班牙語：Miguel Ángel Osorio Chong；西班牙語發音：[miɣeˈlaŋxel oˈsoɾjo tʃoŋɡ]；1964年8月5日—）是墨西哥合众国的华裔政治家。他曾担任恩里克·培尼亚·涅托的內閣擔任內政部長。他曾擔任伊達爾戈州州長到2011年4月。

## 早期的生活
出生於伊達爾戈州帕丘卡，畢業於伊達爾戈州自治大學法學院。他的母親是華裔墨西哥人，祖籍广东台山汶村镇东上村。